# Херман, Джерри
Дже́рри Хе́рман (англ. Jerry Herman; 10 июля 1931, Нью-Йорк, Нью-Йорк — 26 декабря 2019[…], Майами, Флорида) — американский композитор и поэт, автор известных бродвейских мюзиклов «Хелло, Долли!», «Молоко и мёд» и других. Трёхкратный обладатель премии «Тони», включая специальную премию за особый вклад в театральную жизнь. Лауреат премии центра Кеннеди (2010 год).

## Биография
Джерри вырос в музыкальной еврейской семье, в раннем возрасте научился играть на фортепиано. Его отец, Гарри Херман, был инструктором в спортклубе и подрабатывал в гостиничной сети. Мать, Рут Закс, также работала в отелях в качестве певицы и пианистки, преподавала детям музыку и английский язык.
Окончив Университет Майами, Херман переезжает в Нью-Йорк, где ставит свой первый спектакль — ревю «I Feel Wonderful», основанное на материале, подготовленном во время учёбы в университете. Премьера постановки прошла в одном из театров в Гринвич-Виллидж 18 октября 1954 года. Шоу выдержало 48 показов и стало единственным, которое смогла увидеть мать Джерри, вскоре после премьеры скончавшаяся от ракового заболевания в возрасте 44 лет.
В 1957—1960 годах Херман осуществил ещё несколько постановок вне Бродвея. Дебютом на Бродвейской сцене стало ревю «From A to Z» с участием Вуди Аллена и Фреда Эбба (1960). В том же году по предложению одного из бродвейских продюсеров молодой композитор пишет мюзикл о создании Государства Израиль под названием «Молоко и мёд». Этот спектакль получил благожелательную критику и выдержал 543 представления практически по всему Бродвею.
В 1964 году Херман создаёт один из самых успешных своих проектов — мюзикл «Хелло, Долли!». Оригинальная постановка выдержала 2 844 представления и стала рекордной по продолжительности для того времени. На церемонии вручения премии «Тони» 1964 года мюзикл Хермана произвёл фурор и собрал 10 призов. Этот рекорд по количеству выигранных номинаций продержался до 2001 года.
С 1966 по 1983 годы Херман с переменным финансовым результатом ставит ещё несколько мюзиклов, самые известные из которых: «Mame», «Dear World», «Mack & Mabel», «The Grand Tour» и «La Cage aux Folles», который стал третьим суперхитом в творчестве композитора и также завоевал премию «Тони».
Херман скончался 26 декабря 2019 года в Майами-Бич, штат Флорида, в возрасте 88 лет.

## Признание
Многие мелодии из мюзиклов Хермана стали стандартами поп-музыки своего времени. Так, самая знаменитая его композиция «Хелло, Долли!» в исполнении Луи Армстронга подвинула с первой строчки хит-парада США даже группу The Beatles, а французская её версия в исполнении Петулы Кларк держалась в первой десятке одновременно в Канаде и Франции. Подобная же судьба ждала в дальнейшем и другие хиты композитора.
Херман стал одним из лишь двух композиторов и авторов текстов, чьи три мюзикла выдержали более 1500 постановок подряд в бродвейских театрах (вторым является Стивен Шварц). Джерри Херман удостоился права на персональную звезду на голливудской «Аллее славы». В его честь был также назван один из театров на Бродвее. В 1982 году Херман был принят в Зал славы композиторов.
В 2010 году Джерри Херман стал лауреатом премии центра Кеннеди.

## Личная жизнь
В 1985 году анализ Хермана на ВИЧ дал положительный результат. По утверждению, прозвучавшему в документальном фильме «Words and Music» компании PBS, «он — один из счастливчиков, кто выжил и дал возможность людям убедиться, что методы лечения экспериментальными препаратами приводят к успеху, и сам он через четверть века по-прежнему, как гласит одно из его стихотворений, живой, здоровый и процветающий».
Джерри Херман жил в пригороде Лос-Анджелеса, на досуге занимался дизайном недвижимости. 